# Kampar (Maleisië)
Kampar is een stad en gemeente (majlis daerah; district council) in de Maleisische deelstaat Perak.
De gemeente telt 90.000 inwoners.